# Von Null auf 42
Von Null auf 42 ist die Bezeichnung einer dreiteiligen Sendereihe des SWR aus dem Jahr 2004, die ebenfalls auf anderen ARD-Rundfunkanstalten und auf arte ausgestrahlt wurde. 
Die Sendereihe thematisiert den Verlauf eines Jahres, in dem Laufanfänger für einen Marathonlauf vorbereitet werden. Ziel war die erfolgreiche Teilnahme am New-York-City-Marathon. Die Autoren der Serie waren Rolf Schlenker als Projektleiter sowie Marcus Vetter und Harold Woetzel.
Für das Projekt hatten sich 17.000 Interessierte beworben, aus denen sieben Personen ausgewählt wurden. Diese sieben Personen hatten ein unterschiedliches Alter und stark unterschiedliche körperliche Konstitution. Gemein war allen, dass sie untrainiert in das Projekt gingen. Das Projekt wurde von Thomas Wessinghage medizinisch betreut.

## Teilnehmer
Die einzelnen Teilnehmer waren:
- Dieter Schmid (34), Manager der Privatbrauerei Waldhaus im Südschwarzwald. Er war lange Zeit zuvor häufig läuferisch aktiv gewesen, hatte aus zeitlichen Gründen jedoch bereits vor längerer Zeit aufgehört.
- Anna Pal-Singh (52), Hausfrau aus Hamburg, drei Kinder. Sie wog 90 kg bei einer Körpergröße von 1,62 m und war nie zuvor sportlich engagiert.
- Anna-Freda (46), Hausfrau, drei Kinder. Sie wog 59 kg bei 1,73 m Körpergröße.
- Iris Gehrmann (44), Zahnarzthelferin, zwei Kinder.
- Hans-Jürgen Mücke-Franke (61), Architekt aus Berlin. Er wog zu Beginn 95 kg.
- Michael Reufsteck (27), Radiomoderator bei SWR3. Er wog 90 kg bei einer Körpergröße von 1,78 m.
- Frank Hof (41), Justizvollzugsbeamter aus Remscheid. Er wog zu Beginn 86 kg bei einer Größe von 1,70 m.

## Verlauf des Projekts
Die Teilnehmer absolvierten zunächst einen Leistungstest in Damp, wo Wessinghage Direktor einer Rehaklinik ist. Dabei zeigten die Teilnehmer eine teilweise so schlechte Fitness, dass einige von ihnen nicht mit dem Lauftraining beginnen konnten, sondern mit Walking anfangen mussten.
Während des Trainings machten die Teilnehmer sehr unterschiedliche Fortschritte. Iris Gehrmann wurde von ständigen Gelenkschmerzen und Krankheiten immer wieder zurückgeworfen, bei Anna Pal-Singh schlug das Training kaum an. Sie verlor kaum an Gewicht und konnte ihr Laufpensum nicht ihren Trainingsplänen anpassen. Frank erlitt einen Bänderriss, die Teilnehmerin Anna-Freda kam mit den Trainingsplänen nicht klar und lief Strecken nach eigenem Ermessen. Bei Mücke-Franke zeigten sich die größten Fortschritte, er verlor innerhalb kürzester Zeit einen Großteil seines Übergewichts.
Nach einem halben Jahr war ein Zwischentest geplant. Die Teilnehmer nahmen an einem Halbmarathon (Gutenberg-Marathon in Mainz) teil, bei dem Frau Pal-Singh bei km 16 zusammenbrach, da sie – gerade aus einem Indien-Urlaub zurückkehrt – immer noch an einer Bronchitis litt. Da sie keine großen Erfolge beim Laufen erzielen konnte, entschied sie sich, dass sie mit Walking weitermachen würde. 
Den Marathon in New York City konnten alle Teilnehmer durchstehen, teilweise allerdings nur mit Problemen. Der Teilnehmer Frank, zuvor einer der fittesten Teilnehmer, musste von Seitenstichen und Krämpfen geplagt häufig stehen bleiben. Frau Gehrmann hatte Schmerzen beim Laufen, konnte sich aber mit Gehpausen, Medikamenten und Durchhaltewillen bis ins Ziel schleppen. Anna Pal-Singh war als Walkerin zwar langsam, beendete den Marathon aber mit Erfolg. Hinter dieser Gruppe folgten noch Hunderte weitere Marathon-Teilnehmer. 
Einige Teilnehmer setzten das Lauftraining fort und absolvierten inzwischen weitere Marathonläufe, veröffentlichten inzwischen Bücher über ihre Erfahrungen bei dem Projekt und sind vielgefragte Talkshow-Teilnehmer.

## Fortsetzung des Projektes
Im Mai 2004 setzte der SWR das Projekt fort und rief seine Zuschauer dazu auf, es den Teilnehmern der TV-Doku gleichzutun.
Über einen virtuellen Lauftreff konnten sich angehende Marathonis Trainingspläne herunterladen und wurden von einem Expertenteam betreut.
Am 8. Mai 2005 gingen 1.800 Teilnehmer beim Gutenberg-Marathon in Mainz an den Start. Die Website des Projektes bestand einige Jahre weiter, bis mindestens 2007.